# Francisco Silvela
Agustín Francisco Silvela y de Le Vielleuze, född den 15 december 1843 i Madrid, död där den 29 maj 1905, var en spansk politiker. Han var son till Francisco Agustín Silvela y Blanco.
Silvela var verksam som advokat och politisk skriftställare, men väckte först 1869 större uppmärksamhet genom ett tal för frihandeln. Han invaldes i cortes, där han till en början tillhörde det äldre liberala partiet. Han var understatssekreterare i den första ministären under Alfons XII:s regering. I Martinez Campos ministär ingick Silvela 1879 och fungerade 1883–84 som justitieminister i Cánovas ministär. I den senares ministär var Silvela inrikesminister 1890–91, men på grund av meningsskiljaktighet med regeringschefen avgick Silvelas och spelade sedan under den förres livstid ingen större aktiv politisk roll. Efter Cánovas död erkändes Silvela som ledare för det konservativa partiet, i själva verket som skapare av den nyare konservativa partigrupperingen. Efter Sagastas fall var Silvela konseljpresident mars 1899–november 1900 och ånyo 1902–juli 1903. Silvelas stora parlamentariska begåvning, särskilt hans utomordentligt skickliga anfall på motståndarna, gjorde honom mera lämpad till oppositionsledare än regeringschef. Silvelas var en lysande talare och tog 1893 inträde i Spanska akademien med ett tal över El mal gusto literario en el síglo XVII. Utom annat publicerade han El señor rey don Filipe IV y su tiempo (1885).